# Wacław Piotr Rzewuski
Wacław Piotr Rzewuski herbu Krzywda, allonimy i krypt.: J. R. S. D. G. L. W. K.; Józef Rzewuski starosta drohobycki, generał lejtnant wojsk koronnych; Pewien kompacjent; S. R. S. C. R. P. W. K. JKMci; Stanisław Rzewuski; W. R. W. K. H. P. K., (ur. 29 października 1706 w Rozdole, zm. 27 października 1779 w Sielcu) – kasztelan krakowski w latach 1778–1779, hetman wielki koronny w latach 1773–1774, wojewoda krakowski w latach 1762-1778, hetman polny koronny w 1752 roku,  wojewoda podolski w 1736 roku, pisarz polny koronny w latach 1732–1736, starosta kowelski, bohusławski, romanowski w 1724 roku, drohobycki w 1728 roku, kruszwicki w 1730 roku, wójt drohobycki w 1771 roku, starosta nowosielski i stuleński w 1771 roku, starosta łanowiecki w 1771 roku, marszałek sejmu nadzwyczajnego pacyfikacyjnego w Warszawie w 1736, prezes Komisji Wojskowej Koronnej, poeta, dramatopisarz, pisarz polityczny, teoretyk poezji i wymowy, mecenas sztuki, bibliofil i kolekcjoner.

## Życiorys
Syn Stanisława Mateusza, hetmana polnego koronnego (później wielkiego), i Ludwiki Kunickiej, podczaszanki czernihowskiej. Pierwsze nauki pobierał u pijarów (najprawdopodobniej w Warężu – województwo bełskie). Następnie wyruszył w dłuższą podróż po Europie odwiedzając kolejno: Austrię, Niemcy, Anglię, Holandię i przez 3 lata poznawał różne zakątki Francji. Żoną Rzewuskiego była Anna Lubomirska, z którą doczekał się dziesięciorga dzieci, z których dzieciństwo przeżyło pięcioro – trzech synów: Stanisław Ferdynand, Józef i Seweryn, oraz dwie córki: Teresa  Karolina  (1742–1787) i  Ludwika Maria (1744–1816).

## Działalność polityczna
W wieku 18 lat (1724) został starostą romanowskim. Kolejne starostwa obejmował w latach następnych: drohobyckie (1728), kruszwickie (1730). Był posłem ziemi chełmskiej na sejm 1730 roku. Rok później (1731) został marszałkiem Trybunału Skarbowego Koronnego w Radomiu. Poseł województwa czernihowskiego na sejm 1732 roku. W 1732 roku został pisarzem polnym koronnym. Poseł ziemi chełmskiej na sejm konwokacyjny 1733 roku. Był członkiem konfederacji generalnej zawiązanej 27 kwietnia 1733 roku na tym sejmie. Marszałek sejmików konfederackich chełmskich w 1734 roku. Był stronnikiem Stanisława Leszczyńskiego w 1733 roku. Po śmierci Augusta II bronił dla Stanisława Leszczyńskiego twierdzy kamienieckiej. Po wygranej Augusta III zmuszony był uchodzić za granicę. Już w 1735 roku dostał jednak z rąk Sasa Order Orła Białego. W 1735 roku podpisał uchwałę Rady Generalnej konfederacji warszawskiej. Za panowania Augusta III Sasa był członkiem frakcji dworskiej stronnictwa starorepublikańskiego. Poseł województwa bracławskiego na sejm nadzwyczajny pacyfikacyjny 1736 roku. 10 lipca 1737 roku podpisał we Wschowie konkordat ze Stolicą Apostolską. W 1737 był marszałkiem Trybunału Głównego Koronnego w Lublinie. W latach 1736–1750 i 1756–1762 był wojewodą podolskim. W 1750 roku po okazaniu rezygnacji z województwa podolskiego, wybrany został posłem chełmskim na sejm. W 1752 dostał buławę polną koronną. Poseł na sejm 1760 roku z województwa podolskiego. W 1762 został wojewodą krakowskim. Był jednym z przywódców obozu konserwatystów magnackich, zwalczał w swojej publicystyce poglądy Stanisława Konarskiego. 7 maja 1764 roku podpisał manifest, uznający odbywający się w obecności wojsk rosyjskich sejm konwokacyjny za nielegalny. W 1764 roku został wyznaczony senatorem rezydentem. W 1767 przystąpił do konfederacji radomskiej. W czasie Sejmu Repninowskiego jako jeden z przywódców opozycji antyrosyjskiej wraz z biskupem krakowskim Kajetanem Sołtykiem, biskupem kijowskim Józefem Andrzejem Załuskim i swoim synem Sewerynem Rzewuskim został porwany przez posła rosyjskiego Nikołaja Repnina i zesłany na 5 lat do Kaługi. Na zesłaniu w Kałudze przekładał psalmy pokutne. W okresie od kwietnia do listopada 1773 roku był hetmanem wielkim koronnym. W 1778 został kasztelanem krakowskim.

## Fundacje
- Kościół zamkowy w Podhorcach[27]

## Odznaczenia
W 1735 został odznaczony Orderem Orła Białego.

## Twórczość
Jako pisarz walnie przyczynił się do recepcji kultury francuskiej w Rzeczypospolitej. W swojej rezydencji w Podhorcach urządził jedną z najświetniejszych scen prywatnych w Europie. Wystawiał tam autorów klasycznych. Zwalczał zły smak w poezji i wymowie. Był autorem wielu utworów dramatycznych.

### Ważniejsze dzieła i mowy
1. Żal publiczny po nieopłakanej wiekami śmierci po smutnych od nas w nieśmiertelność przenosinach sławnej pamięci... Augusta II wierszem polskim ogłoszony, Warszawa 1733
2. Mowa... przy odebraniu komendy fortec pogranicznych podolskich, miana w Kamieńcu R. P. 1734
3. Mowa... przy odebraniu laski od ziemstwa lubelskiego r. 1737, (1738)
4. Na Sądu boskiego tragedią, Warszawa 1754
5. Myśli o teraźniejszych okolicznościach Rzeczypospolitej, przez S. R. S. C. R. P. W. K. JKMci, Poczajów 1756
6. Monumentum doloris divae memoriae serenissimae Mariae Josephae Poloniarum Reginae cum lacrymis dedicatum plangente Stanislao Rzewuski, Poczajów 1757
7. Dziwak. Komedia (w 5 aktach) przez J.R. S. D.G. L. W. K., Lwów 1760
8. Żółkiewski. Tragedia (w 5 aktach) przez Józefa Rzewuskiego..., Warszawa 1758[30]
9. Natręt. Komedia (w 5 aktach) przez J.R. S. D.G. L. W. K., Poczajów 1759[31]
10. Władysław pod Warną. Tragedia (w 5 aktach) przez Józefa Rzewuskiego..., Lwów 1760
11. Zabawki wierszem polskim. Przez Józefa Rzewuskiego..., Warszawa 1760
12. Mowa... miana na radzie senatorskiej warszawskiej R. P. 1761[32]
13. Mowy i listy... zebrane przez S. R. S. C. R. P. W. K. JKMci, Poczajów 1761
14. Objaśnienie nieszczęśliwych skutków z tylu zerwanych sejmów wynikających, (Poczajów 1762)
15. Zabawki wierszopiskie i krasomówskie. Przez Józefa Rzewuskiego... Przedrukowanie wtóre, poprawne i przyczynione, Poczajów 1762[33]
16. Mowa... dziękująca za województwo krakowskie, miana na radzie senatorskiej w Warszawie R. P. 1762, dnia 25 października
17. List ojczyzny do synów koronnych o konfederacji, (1763)
18. Idea cuiusdam Poloni, powst. 1763
19. Mowa... miana na radzie warszawskiej R. P. 1763, dnia 7 marca
20. Mowa... miana na radzie senatorskiej u JO. Xcia Prymasa R. P. 1763, dnia 7 listopada w Warszawie
21. Myśli o niezawodnym utrzymaniu sejmów i liberi veto, z projektami na konwokacją Roku Pańskiego 1764
22. Myśli o mądrych uwagach naganiających niezawodny sposób utrzymania sejmów i liberi veto. R. P. 1764
23. Zabawki dziejopiskie, albo zebranie dziejów znakomitszych od stworzenia świata do początków wieku naszego, to jest do Roku Panskiego 1701. Przez Józefa Rzewuskiego..., Lwów 1766
24. (nota franc. dołączona do) Expositio iurium eorum qui dissidentium nomine veniunt, summarumque potestatum quarum partes illorum tueri interest, Petersburg 1766
25. Mowa... o przywrócenie władzy hetmańskiej miana na sejmie warszawskim d. 26 Novembris 1766
26. Mowa... miana na sejmie ekstraordynaryjnym warszawskim R. P. 1767, dnia 5 października
27. Ode ad Illustrissimum comitem Załuski, episcopum Kioviae, in diem sancto Josepho tutelari suo sacram
28. Ode in jacturam Societatis Jesu, (1773)
29. Odpis... na wiersz poprzedzający, dany 1775 r.
30. List... do przeświętnych województw, ziem i powiatów, na sejmiki przedsejmowe poselskie pisany R. P. 1776
31. Dziennik podróży po Polsce (niewydany)
32. Diariusz drogi z Lublina do Drezna (niewydany)
33. Siedem mów o religii (niewydany)
34. Matys i drwale (niewydany?)

Niektóre z pism Rzewuskiego rozproszone były po zbiorach współczesnych, np. J. Daneykowicz Ostrowski: Swada polska t. 1, Lublin 1745; Mowy wyborne, Lublin 1759. Wydawał także liczne pisma urzędowe.
Rękopisy różnych pism Rzewuskiego zachowane zostały m.in. w: Wojewódzkie Archiwum Państwowe w Krakowie (Archiwum Podhoreckie); Biblioteka Czartoryskich, sygn. 828; Biblioteka PAN Kraków, sygn. 2348 (mowy z Sejmu 1762); Ossolineum, sygn. 423/II, 436/II, 562/II, 565/II, 780/II, 1071–1072/II, 1074/II, 1078/II, 1311/II, 1403/II, 1408/II; Biblioteka Instytutu Badań Literackich PAN w Warszawie, sygn. 11.

### Przekłady
1. Wiersz na siedm psalmów pokutnych, przez... w Kałudze pisany, powst. w latach 1768–1772, Wilno 1773[34]; wyd. następne: Lwów 1773; Lublin 1773; Warszawa 1773; Warszawa 1806; Berlin-Poznań 1860[35]; Kraków 1864[36]
2. Pieśni po większej części Dawidowe z Księgi Świętej wyjęte, a polskim wierszem opisane przez... R. P. 1769, rękopis: Wojewódzkie Archiwum Państwowe w Krakowie (Archiwum Podhoreckie Sanguszków, teka XVI/3); przekł. 68 kolejnych psalmów, fragm. w rękopisie: Biblioteka Narodowa
3. Q. Horatius Flaccus: Ody, przekł. 1769–1773, (niewydane), inform. Estreicher XXVI, 571 (za L. A. Caracciolim).

### Wydania zbiorowe
1. Tragedie i komedie, oprac. i wstępem poprzedziła J. Majerowa, (Warszawa 1962) „Teatr Polskiego Oświecenia”, zawartość: Ważniejsze dzieła i mowy poz. 7-8, 10 oraz część poz. 15.

### Listy i materiały
1. Korespondencja z lat 1728–1739, m.in. z: T. Potockim, J. Szembekiem, J.J. Przebendowskim, F.M. Ossolińskim, J. Scypionem, S. Rzewuskim, M. Rzewuskim, Klemensem XII, J.A. Sanguszką; wyd. zobacz Ważniejsze dzieła i mowy poz. 13; fragmenty przedr. w Przekładach poz. 1 (wyd. Berlin 1860)
2. Korespondencja z lat 1734–1778, m.in. z: synem Sewerynem, S. Leszczyńskim, S. Humieckim, J.K. Branickim, F. Rzewuskim, S. Lubomirskim, K. Sołtykiem, królewiczem Fryderykiem, Klemensem XII, Klemensem XIV, K. S. Radziwiłłem; fragmenty ogł. L. Rzewuski w: Kronika podhorecka, 1706-1779, Kraków 1860
3. Korespondencja z H. Brühlem z lat: 1744–1749, 1752; rękopis: Landeshauptarchiv w Dreźnie, loc. 3588–3589, 3591
4. Korespondencja z J.A. Załuskim z lat: 1745, 1748, 1750–1752, 1755, 1758–1763, 1773; rękopisy: Biblioteka Narodowa, sygn.: 3245, 3248, 3250–3252, 3255, 3258–3263, 3268
5. Do A. Małachowskiego 4 listy z lat 1750–1761, rękopis: Ossolineum, sygn. 11835/II
6. Korespondencja z: J.A. Sanguszką z roku 1754, A. S. Załuskim z roku 1754, baszą Mehmetem z roku 1753, Augustem III z roku 1754; rękopis: Ossolineum, sygn. 1311/I, (zobacz także poz. 1)
7. Do J. Mniszcha z lat 1759–1762, z rękopisów Biblioteki Czartoryskich fragmenty ogł. A. Podraza, E. Rostworowski, „Przegląd Historyczny” rocznik 47 (1956), zeszyt 1
8. Do S. Konarskiego z roku 1760, w: S. Konarski: O skutecznym rad sposobie t. 1, Warszawa 1760, s. 190
9. Korespondencja z M. A. Sapiehą, rękopis: Ossolineum, sygn. 249/II
10. Do J.A. Jabłonowskiego z roku 1762, rękopis: Biblioteka Czartoryskich, sygn. 1136
11. Do Augusta III z roku 1762, od Katarzyny II z roku 1763; rękopis: Ossolineum, sygn. 1072/II
12. Do P. Małachowskiego z roku 1764, rękopis: Ossolineum, sygn. 11860/II
13. Do Stanisława Augusta z roku 1764, rękopis: Ossolineum, sygn. 1404/II
14. Do S. Lubomirskiego z roku 1767, rękopis: Ossolineum, sygn. 565/II
15. Od S. Konarskiego 4 listy z lat 1745, 1765; ogł. J. Nowak-Dłużewski: Listy Stanisława Konarskiego, 1733-1771, Warszawa 1962
16. Od J.A. Jabłonowskiego z lat 1754–1773, rękopisy: Biblioteka Czartoryskich, sygn. 1153, 1160
17. Od K. S. Radziwiłła z roku 1764, do H. K. Kayserlinga i innych; rękopis: Ossolineum, sygn. 718/I; list Radziwiłła ogł.: Cz. Jankowski w: Korespondencja ks. Karola Stanisława Radziwiłła... 1744-1790, Kraków 1898
18. Od I. Krasickiego z 10 czerwca 1767, wyd. Z. Goliński, M. Klimowicz, R. Wołoszyński w: Korespondencja Ignacego Krasickiego t. 1, Wrocław 1958
19. Od Stanisława Augusta z 3 lipca 1767, rękopis: Ossolineum, sygn. 1073/II
20. Akces... do konfederacji generalnej koronnej w Radomiu, Busko 24 lipca 1766, rękopis: Ossolineum, sygn. 562/II, 1071/II.

Ponadto korespondencja Rzewuskiego z różnych lat znajduje się w rękopisach: Wojewódzkie Archiwum Państwowe w Krakowie (Archiwum Podhoreckie).

## Śmierć
Zmarł w wieku 73 lat (27 października 1779). Pochowany został na cmentarzu w Kumowie (woj. lubelskie).